# Laia Serrano Biosca
Laia Serrano Biosca (Barcelona, 1973) és una emprenedora social catalana. En 1996 es llicencià en ciències econòmiques a la Universitat de Barcelona, i de 1997 a 2009 va treballar en la secció de màrqueting del Grup Codorníu. Alhora, en 2002 es va treure un màster en màrqueting a ESADE i en 2010 va treballar coma voluntària a la Fundación Desarrollo Sostenido (FUNDESO) durant cinc mesos.
En 2009 va fundar BarcelonActua de la que n'és directora general des de 2011. BarcelonActua es una Fundació que té per missió construir un model replicable d’ecosistemes sostenibles que generin impacte transformador i atenguin a col·lectius en situació de vulnerabilitat, a través de la mobilització de la societat civil. Cada ecosistema representa un programa de la fundació la sostenibilitat del qual aconseguim gràcies a la relació donar-rebre que tenen els tres pilars que el formen: beneficiaris, voluntaris i finançadors. En 2016 va rebre un dels Premis d'Actuació Cívica de la Fundació Lluís Carulla.